# Svoboda (Býšť)
Svoboda (deutsch Swoboda) ist eine Grundsiedlungseinheit der Gemeinde Býšť in Tschechien. Sie liegt elf Kilometer südöstlich des Stadtzentrums von Hradec Králové und gehört zum Okres Pardubice.

## Geographie
Das Straßendorf Svoboda befindet sich rechtsseitig des Baches Brodecký potok bzw. Bejštačka in der Pardubická kotlina (Pardubitzer Becken). Durch den Ort führt die Staatsstraße II/298 zwischen Býšť und Sezemice. Östlich erheben sich die Lípa (305 m n.m.) und die Na Homoli (268 m n.m.) sowie nordwestlich der Korejtek (291 m n.m.). Gegen Südosten liegt der Teich Špaček.
Nachbarorte sind Koliba und Rybníčky im Norden, Býšť im Nordosten, Chvojenec im Südosten, Drahoš im Süden, Rokytno, Bohumileč und Újezd u Sezemic im Südwesten, Hrachoviště im Westen sowie Vysoká nad Labem, Roudnička, Kluky und Nový Hradec Králové im Nordwesten.

## Geschichte
Im Zuge der Raabisation wurden seit den 1770er Jahren auf dem Gebiet der Kameralherrschaft Pardubitz zahlreiche neue Dörfer angelegt. Swoboda wurde um 1780 auf emphyteutisierten Meierhofsfluren als doppelte Häuserzeile angelegt. Etwa zeitgleich entstand westlich mit Streitdorf eine weitere neue Ansiedlung. Die neuen Bewohner von Swoboda waren tschechischsprachig, während in Streitdorf deutsche Emigranten angesiedelt wurden.
Im Jahre 1835 bestand die im Chrudimer Kreis gelegene Dominikalansiedlung Swoboda aus 17 Häusern und war nach Beyscht konskribiert. Pfarrort war Beyscht. Bis zur Mitte des 19. Jahrhunderts blieb Swoboda der k.k. Kameralherrschaft Pardubitz untertänig.
Nach der Aufhebung der Patrimonialherrschaften bildete Svoboda ab 1849 einen Ortsteil der Gemeinde Býšť im Gerichtsbezirk Holitz. Ab 1868 gehörte das Dorf zum politischen Bezirk Pardubitz. Seit Beginn des 20. Jahrhunderts wird Svoboda nicht mehr als Ortsteil geführt. Im Jahre 1949 wurde das Dorf dem Okres Holice zugeordnet, seit 1960 gehört es wieder zum Okres Pardubice. Beim Zensus von 1991 lebten in Svoboda 63 Personen, im Jahre 2011 waren es 75.

## Ortsgliederung
Die Grundsiedlungseinheit Svoboda gehört zum Ortsteil Býšť der gleichnamigen Gemeinde und ist Teil des Katastralbezirkes Býšť.

## Sehenswürdigkeiten
- Naturreservat Přesypy u Rokytna, mit Kiefernwald bestandene Binnendünen südlich des Dorfes